# Intesa Democratica
Intesa Democratica è stata una coalizione politica regionale di centro-sinistra e sinistra, costituitasi nel 2003 in Friuli-Venezia Giulia in occasione delle elezioni regionali del 2003 e attiva anche in occasione delle elezioni politiche suppletive del 2003 nel collegio elettorale di Trieste - Muggia e delle elezioni regionali del 2008.
Leader della coalizione è stato, sino all'aprile 2008, il presidente uscente della Regione Friuli-Venezia Giulia Riccardo Illy.

## Risultati elettorali
| Elezione | Voti    | %     | Coalizione                                         | Seggi   |
| -------- | ------- | ----- | -------------------------------------------------- | ------- |
| 2003     | 250.119 | 50,27 | DS-DL-Cittadini-PRC-IdV- PdCI-FdV-Pensionati-UDEUR | 37 / 60 |
| 2008     | 262.921 | 46,38 | PD-SA-Cittadini-IdV-SSk                            | 23 / 57 |

| Elezione | Candidato     | Voti    | %     | Coalizione                                         | Esito                |
| -------- | ------------- | ------- | ----- | -------------------------------------------------- | -------------------- |
| 2003     | Riccardo Illy | 356.908 | 53,16 | DS-DL-Cittadini-PRC-IdV- PdCI-FdV-Pensionati-UDEUR | ✔️ Eletto            |
| 2008     | Riccardo Illy | 351.064 | 46,16 | PD-SA-Cittadini-IdV-SSk                            | ❌ Non eletta/o (2º) |

| Elezione | Candidato     | Voti   | %     | Seggi     |
| -------- | ------------- | ------ | ----- | --------- |
| 2003     | Ettore Rosato | 25.517 | 64,83 | ✔️ Eletto |